# Oliver Kovačević
Oliver Kovačević (Servisch: Оливер Ковачевић) (Split, 29 oktober 1974) is een Servisch voormalig betaald voetballer die dienstdeed als doelman. Hij speelde drie wedstrijden voor de Servische nationale ploeg. Na zijn actieve loopbaan werd hij keeperstrainer bij CSKA Sofia.

## Carrière
- 1996-2001: Milicionar Belgrado
- 2001-2005: FK Železnik
- 2005-2006: Samsunspor
- 2006-2007: CSKA Sofia